# Barcusium

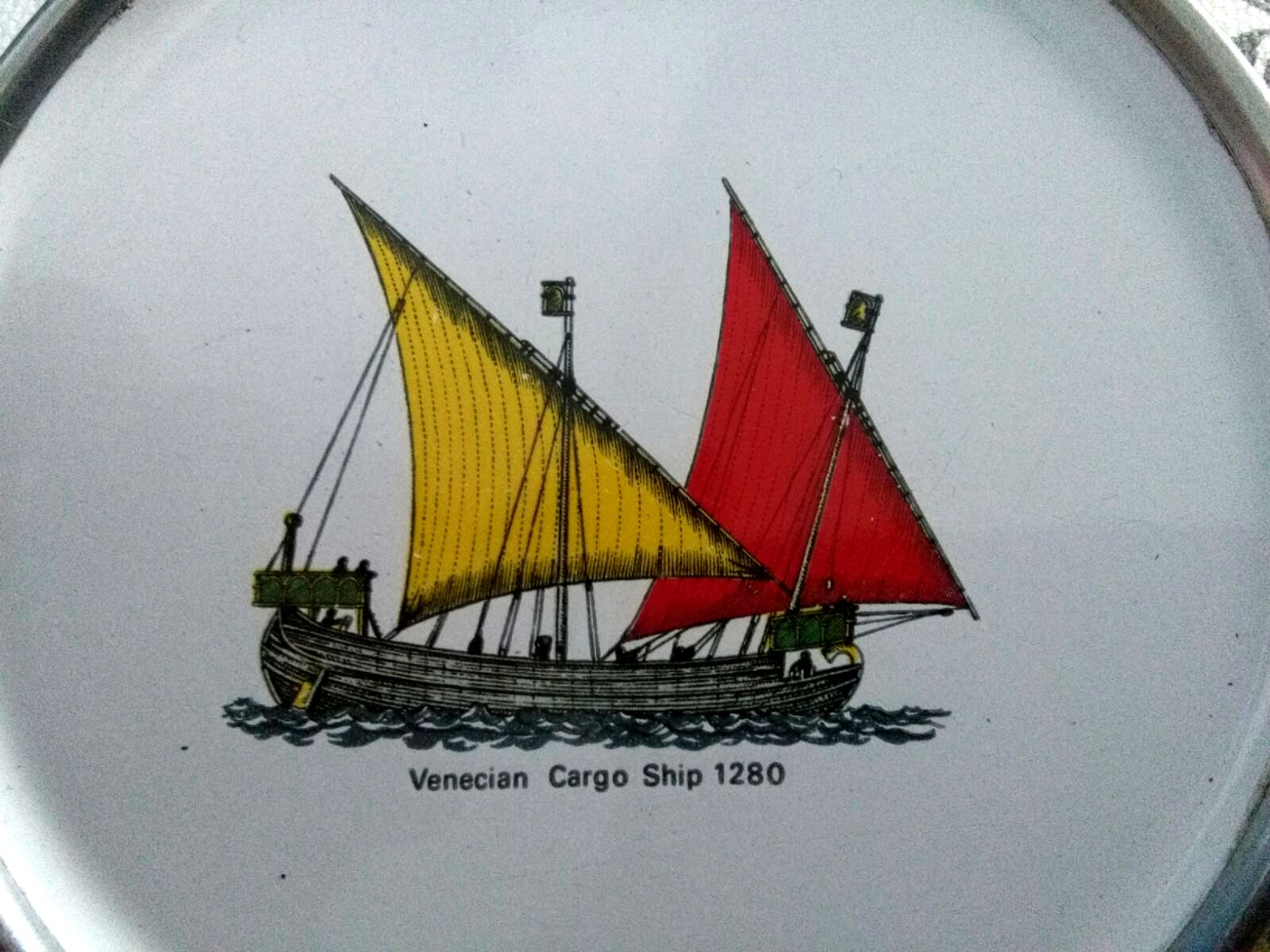
Vaixell venecià de 1280 (semblant al Barcusium).

El “barcusium” (en llatí), "barkuzij"  (en croat) o “barcozi” (en italià) fou una embarcació inventada i usada a Ragusa. En el segle xv era molt semblant a una caravel·la llatina o a una sagètia catalana. Es tractava d'un vaixell de vela que arborava dos pals i tenia tres timons: dos de caixa i un de roda.
El timó de roda o de codast sovint anomenat a la navarresa o baionesa a les nostres terres, es designava com a “timó de Flandes” a l'Adriàtic (Segons el contracte de fabricació d'un barcusium de 1449: “...tres themones,  unum flandreum seu flamengum  et duos latinos...”).
Hi ha exemples de l'ús dels barcozi a altres ciutats com la de Sibenik, sota domini venecià: “Also the merchand navy of the town of Sibenik under Venice was excellent. The merchant ships were of various types and sizes, and their names were for example caravelles, karakes, navigi etc., but the most usual ones were the “barcozi”. They belonged to many shipowners, one of them usually being a mariner and ...”
- Traducció aproximada: La marina mercant de la ciutat de Sibenik, sota domini venecià, fou excel·lent. Els vaixells eren de moltes menes: caravel·les, carraques, navilis,...etc, però els més habituals eren els “barcozi” . Pertanyien a molts propietaris, un dels quals solia ser “mariner” (mariner en el sentit de “navegant” o “patró” de l'embarcació).

## Variants del nom
Cada variant permet una cerca activa a Internet.
- Barcozij, Barkozija
- barchosum, barcoxium, barchossium, barcusium, barcussium
- barcosi, barcozi, barcozzi
  - En una única obra (esmentada per Jal)[2] hi ha diverses variants de “barcozi”: Barchosius, barcosum, barcosus, barcusium, barcussius, ...[3]

## Descripció segons Benedetto Cotrugli

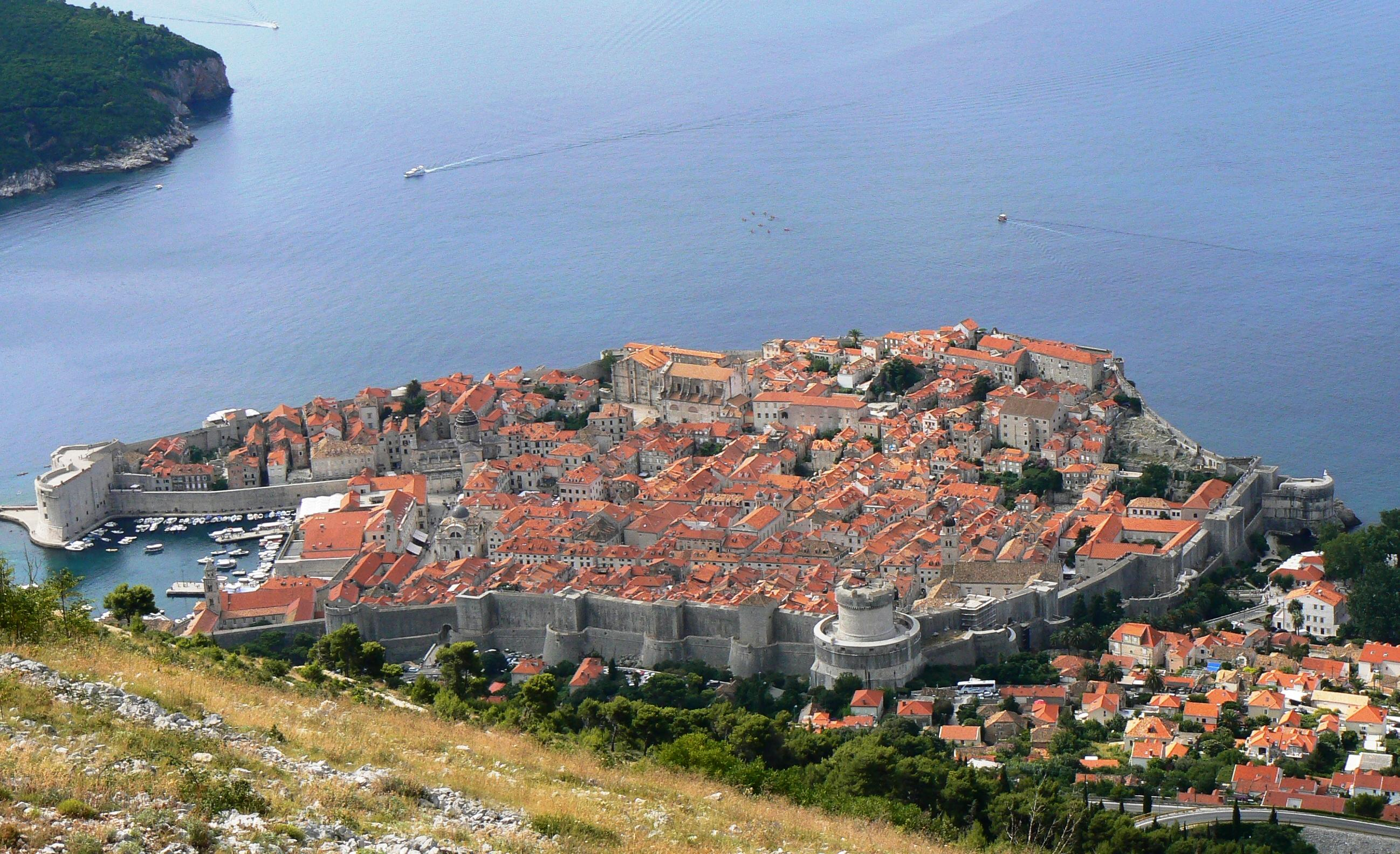
Vista de Dubrovnik des d'un turó proper. A Ragusa s'originaren els barcusium.

Benedetto Cotrugli va escriure un llibre de navegació que no es va arribar a publicar i que es conserva en forma de manuscrit. Aquesta obra (“De navigatione”) ha estat transcrita i es pot consultar amb facilitat. Es tracta d'un text important que detalla molts aspectes de la navegació en època pre-colombina.
Entre altres tipus de vaixell Cotrugli descrigué les calaveres i els barcozi.
- Barcosi sonno altro galibo de navilii tagliati, li quali traheno multo a caravelle. Usanose multo in Schiavonia et potissime a Ragusi, et da quilli hebbeno l'origine; sonno gentil talglio de navilii et sonno talgliati et vanno molto de l'orça, et portano le vele alla latina et alcuni hanno meçana et alcuni none. Sono sicurissimi navilii et portano tri timone come le marsiliane et usanose più de cento botte.
- Els “barcosi” són una altra mena de vaixells esvelts que s'assemblen molt a les calaveres . S'usen molt a l'Esclavònia i, principalment, a Ragusa d'on són originaris. Són un tipus de vaixell molt esvelt i “sonno tagliati” (tenen la secció mestra en forma de V i no pas en forma de U?) i cenyeixen molt. Tenen vela llatina i alguns vela de mitjana (2 arbres o 3 arbres?) i altres no (1 o 2 arbres?). Són vaixells molt segurs i tenen 3 timons com les marselleses. I n'hi ha de més de 100 botes.
  - NOTA: Sobre la traducció del terme “tagliati”/”stellati”. Els vaixells amb bucs “tagliatti” o “stellatti” tenen seccions amb forma de V que calen més que els de secció amb U.[4][5]

## Documents
- 1272. Estatuts de Ragusa. Tipus de vaixells esmentats: “...barcusium, ladia, condura, navis ili lignum...” Els Estatuts de Ragusa feien distinció entre “barcusius” i “barca” (llengua romana) i “ladia” (barca per a la població eslava).[6]
- 1326. “...infra VIII dies postquam barcusium Negoslavi de Pesangna applicuerit Venetias sub pena XX solidorum grossorum venetorum in penam apthagi de misericordia...”[7]
- 1355. “...Etiam prese de molte barche e barcozzi con grande vergogna de veneziani...”[8]
- 1358. "... barchosa de Ragusio..."[9]
- 1449. Contracte per a la construcció d'un “barcusium” a Fano, amb capacitat per a cent salmes de cereals. “...fabrefacere et componere in splagia sive riva civitatis Fani unum barcusium sive navigium capacitatis portate centum salmarium grani ad mensuram civitatis Fani...”. Arxivat 2016-09-15 a Wayback Machine.
- 1454. Barcusium construït a Romania.[10]
- 1844. “...tre barcozzi di isolani di Brazza...”[11]
- 1849. Noms de vaixells en les lleis. Entre altres els "barcozzi".[12]